# Helmond

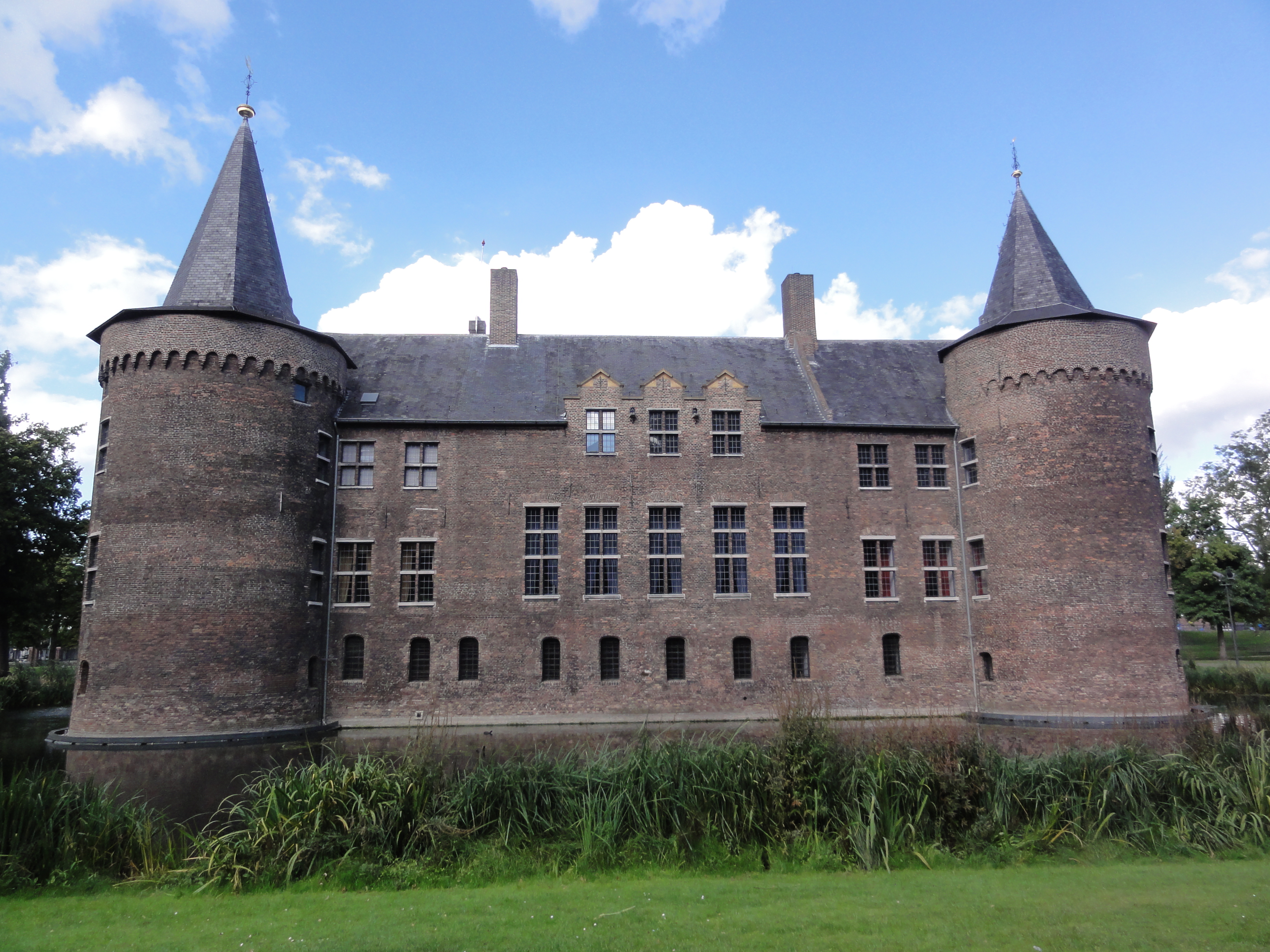
A helmondi kastély

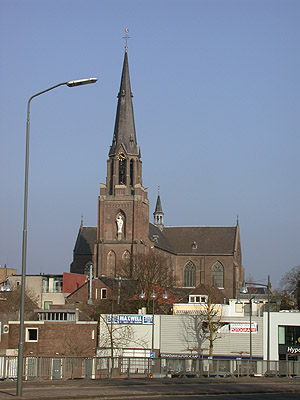
A Szent Lambert templom

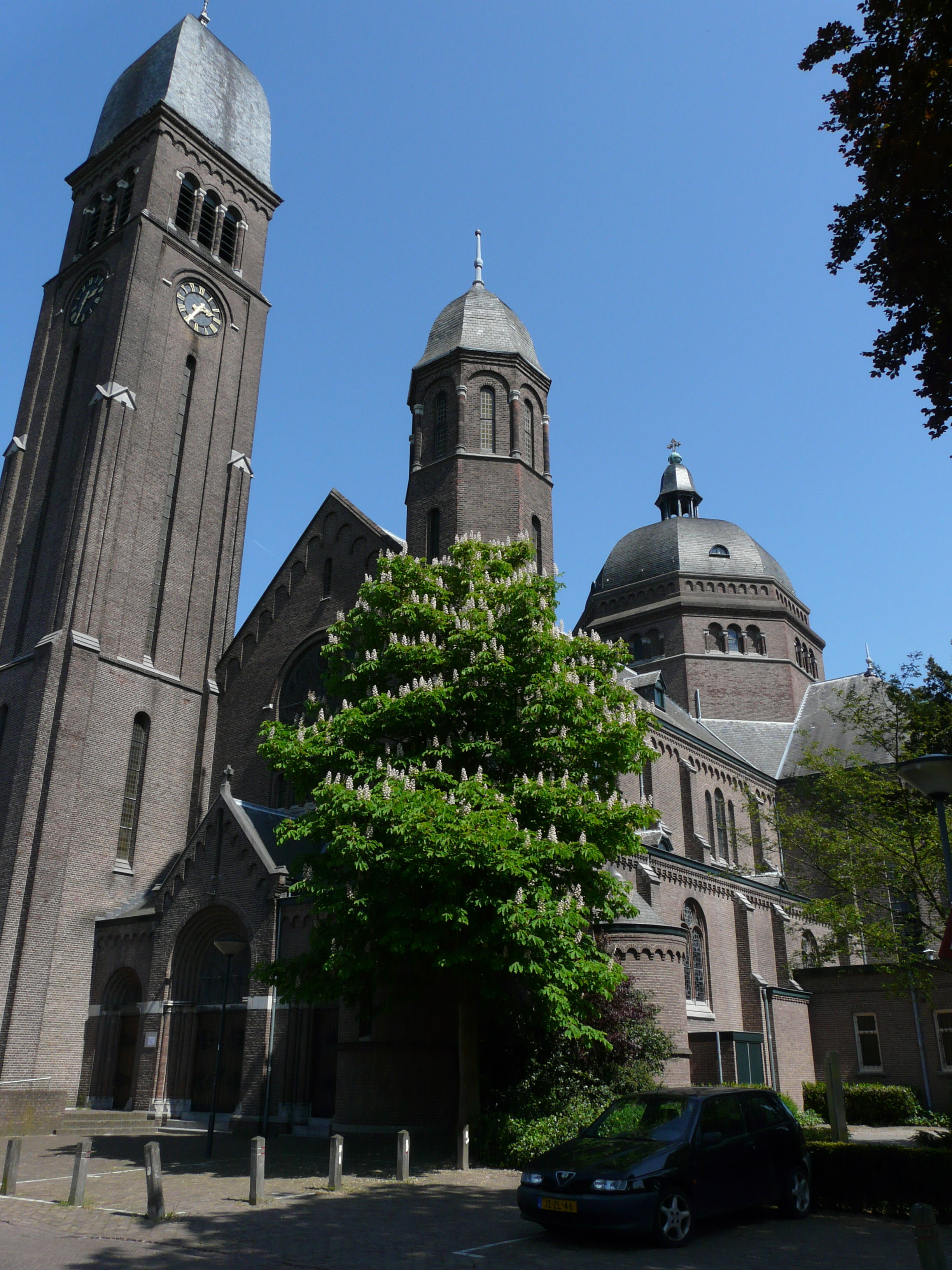
A Miasszonyunk templom

Helmond történelmi város és egyben alapfokú önkormányzatú közigazgatási egység, azaz község Hollandiában, Észak-Brabant tartományban. Lakosainak száma 89 584.

## Földrajza
Helmond Észak-Brabant tartományban fekszik; határos Laarbeek, Gemert-Bakel, Deurne, Geldrop-Mierlo, Asten, Nuenen, Gerwen en Nederwetten és Someren településekkel.

## Háztartások száma
Helmond háztartásainak száma az elmúlt években az alábbi módon változott:
| Háztartások száma | 38 207 | 37 944 | 38 079 | 38 350 | 38 847 | 39 199 |
|                   | 2010   | 2011   | 2012   | 2013   | 2014   | 2015   |

## Látnivalók
- Helmondi kastély
- Szent Lambert templom
- Miasszonyunk templom
- Városi Múzeum (Helmond)
- Jan Visser Múzeum
- Edah Múzeum
- Verklimúzeum

## A város híres szülöttei
- Hans Gillhaus - holland labdarúgó
- Hein Verbruggen
- Matthijs Vermeulen
- Hans van de Waarsenburg
- Frederik Willem Zeylmans van Emmichoven
- Wilfred Bouma  - labdarúgó
- René van de Kerkhof - holland labdarúgó
- Willy van de Kerkhof
- Jos van der Vleuten
- Berry van Aerle - holland labdarúgó
- Nieky Holzken
- Jimmy Rosenberg
- Stochelo Rosenberg
- Willy van der Kuijlen

## Testvértelepülések
- Mechelen, Belgium
- San Marcos, Nicaragua
- Zielona Góra, Lengyelország